# Richard Young
Richard Young (Kissimmee (Florida), 24 december 1955) is een Amerikaans acteur. Met Night Call Nurses uit 1972 vertolkte hij zijn eerste bioscoopfilm.
Tot zijn meer bekende films behoren onder andere The Ice Pirates (1984), de horrorfilm Friday the 13th: A New Beginning als Matt en Indiana Jones and the Last Crusade uit 1989 als Fedora, het personage dat de jonge Indiana Jones zijn hoed geeft.
Naast bioscoopfilms acteert hij ook in televisieseries en televisiefilms. Zo vertolkte hij de rol van Mr. Hanibal in de soapserie Texas. Ook vervulde hij vele gastrollen in bekende Amerikaanse televisieseries, waaronder De Wrekers, Flamingo Road, Kung Fu, Knight Rider en Murder, She Wrote.

## Filmografie
- Special Report: Journey to Mars (1996) (tv)
- Fatal Skies (1990) (V)
- An Innocent Man (1989)
- Indiana Jones and the Last Crusade (1989)
- Eye of the Widow (1989)
- 1969 (1988)
- Pancho Barnes (1988) (tv)
- Blue Heart (1987)
- Assassin (1986)
- Friday the 13th: A New Beginning (1985)
- The Ice Pirates (1984)
- Texas (1982)
- High Risk (1981)
- How to Score with Girls (1980)
- Swim Team (1979)
- Cherry Hill High (1977)
- Inferno in Paradise (1974)
- Fly Me (1973)
- Night Call Nurses (1972)
- The Reluctant Heroes (1971) (tv)